# Ystads domsaga
Ystads domsaga  var mellan 1967 och 1970 en domsaga i Malmöhus län som ingick i domkretsen för Hovrätten över Skåne och Blekinge.

## Administrativ historik
Ystads domsaga var en domkrets med en häradsrätt som bildades 1 juli 1967 i Malmöhus län. Domsagans område ändrades 1969 och omfattade därefter Ystads stad och områden i kringliggande härader. Häradsrätten och domsagan ingick i domkretsen för Hovrätten över Skåne och Blekinge. Häradsrätten var placerad i Ystad. Häradsrätten ombildades 1971 till Ystads tingsrätt med oförändrad domsaga.
Domsagan bildades 1 juli 1967 genom sammanläggning av delar av Färs tingslag och delar av Vemmenhögs, Ljunits och Herrestads häraders tingslag. Häradsrätter bibehölls inledningsvis i både Ystad och Sjöbo men omkring 1969 överfördes häradsrätten i Sjöbo till Ystad. Häradsrätten ombildades 1971 till Ystads tingsrätt med oförändrad domsaga.

## Tingslag
Domsagan bestod av ett tingslag, Ystads domsagas tingslag

## Häradshövding
- 1967–1970 Gunnar Engström